# Onthophagus fasciatus
Onthophagus fasciatus là một loài bọ cánh cứng trong họ Bọ hung (Scarabaeidae).